# Juan of the Dead
Juan of the Dead (originaltitel: Juan de los Muertos) är en kubansk-spansk zombiefilm från 2011, skriven och regisserad av Alejandro Brugués.
Juan of the Dead var den första skräckfilm i långfilmsformat som gjorts i Kuba på femtio år när den släpptes. Filmen hade premiär på Toronto International Film Festival i september 2011. Den är en samproduktion mellan kubanska Producciones de la 5ta Avenida och spanska La Zanfoña Producciones, med stöd från det kubanska filminstitutet ICAIC, det andalusiska tv-bolaget Canal Sur och Televisión Española. Juan of the Dead vann Goya-priset i kategorin bästa iberoamerikanska film 2012.

## Handling
Dagdrivarna Juan och Lazaro bor i Havanna där människor börjat bli våldsamma och attackera varandra. Regeringen och statliga medier skyller på USA-stödda dissidenter och försäkrar befolkningen att situationen är under kontroll. Efter hand börjar Juan och hans vänner inse att angriparna inte är vanliga människor och att döda dem är ganska svårt. De är inte vampyrer, de är inte besatta, och de är definitivt inte dissidenter; ett enkelt bett förvandlar offren till våldsamma zombier och det enda sättet att döda dem är att förstöra deras hjärnor. Juan bestämmer sig för att det bästa sättet att hantera situationen är att utnyttja det för ekonomisk vinning och startar ett företag med sloganen: 'Juan de los Muertos: Vi dödar dina nära och kära'.

## Rollista (urval)
- Alexis Díaz de Villegas - Juan
- Jorge Molina - Lázaro
- Andrea Duro  - Camila
- Andros Perugorría - Vladi California
- Jazz Vilá - La China
- Eliecer Ramírez - El Primo